# Scolopendra cataracta
Scolopendra cataracta (лат.) — вид крупных губоногих многоножек из рода сколопендр (Scolopendra). Первая амфибийная многоножка.

## Распространение
Юго-Восточная Азия: Вьетнам (Bac Kan, Dac-To), Лаос (Champasak, Luang Namtha), Таиланд (Surat Thani).

## История открытия

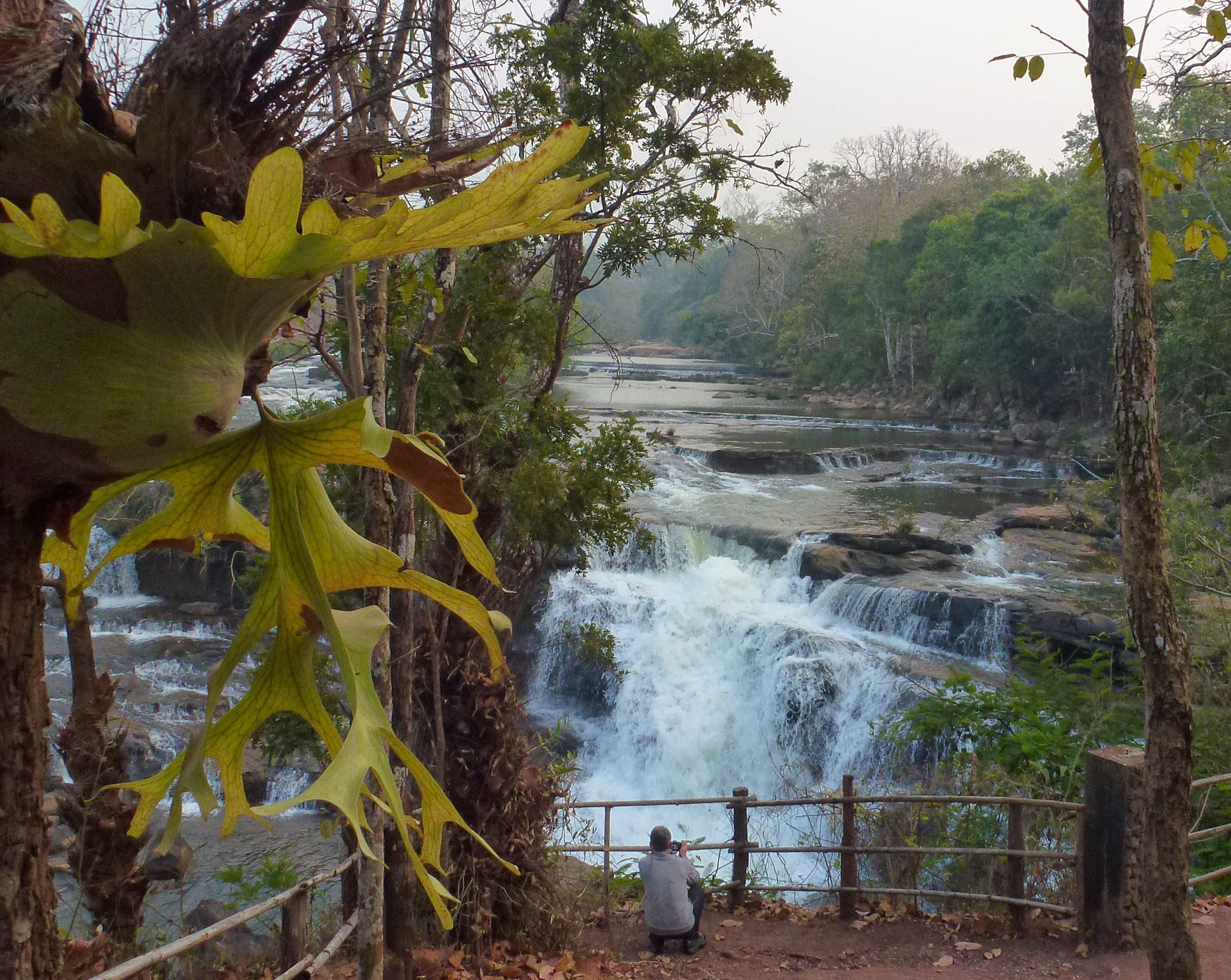
Водопады на плато Боловен, в местах обитания вида

Английский биолог Джордж Беккалони (Dr. George Beccaloni; Natural History Museum, Лондон, Великобритания) в 2001 году отмечал свой медовый месяц в Таиланде. Обнаруженная им у водопада гигантская сколопендра побежала от него не в лес, а вдоль русла реки под водой и скрылась под камнем. С трудом поймав многоножку, он затем поместил её в большую ёмкость с водой. При этом исследователь увидел, что сколопендра при опасности сразу же нырнула на дно и плавала мощно, как угорь, с помощью горизонтальных волнообразных движений тела. Когда он достал многоножку из контейнера, вода скатилась с неё, оставив тело совершенно сухим. Его коллеги по Британскому музею первоначально не поверили в такое необычное амфибийное поведение сухопутного членистоногого, и единственный экземпляр пролежал в коллекциях более десяти лет, пока другая группа исследователей не подтвердила открытие (в том числе с помощью исследования ДНК) и обнаружила ещё две особи нового вида сколопендр в Лаосе. Кроме того, оказалось, что в музее с 1928 года хранился и четвёртый экземпляр этого нового вида из Вьетнама, не замеченный ранее специалистами.
Таким образом, Scolopendra cataracta — первая многоножка-амфибия, которая способна плавать и бегать по дну и по суше. Случаи водоплавания среди сколопендр ранее уже регистрировались учёными, например, у вида Scolopendra subspinipes.

## Описание
Крупные сколопендры. Длина оранжево-коричневого тела до 20 см (ноги и усики светлее, желтовато-оранжевые; тергиты темнее, до зеленовато-чёрного). Усики 18-19-члениковые. Вид был впервые описан в 2016 году британским зоологом Грегори Эджкомбом (Gregory D. Edgecombe; Natural History Museum, Лондон, Великобритания) и группой таиландских биологов (Warut Siriwut, Chirasak Sutcharit, Piyoros Tongkerd, Somsak Panha; Chulalongkorn University, Бангкок, Таиланд). Видовое название Scolopendra cataracta происходит от cataracta (с лат. — «водопад»), и дано по имени водопада «Tad E-tu Waterfall» (15°13’10.6"N, 105°55’31.3"E; Плато Боловен, Pakse, провинция Тямпасак, Лаос).